# Löffelberg (Gemeinde Hartberg Umgebung)
Löffelberg ist eine Rotte in der Ortschaft Löffelbach in der Gemeinde Hartberg Umgebung in der Steiermark.
Der Ort erstreckt sich nordwestlich von Löffelbach am Südhang zwischen dem Wullmenstein (867 m) und dem Ringkogel (789 m) und besteht aus mehreren Häuserzeilen.
Im regionalen Entwicklungsprogramm der Region Oststeiermark ist Löffelberg als „Wohn-, Dorf- und Erholungsgebiet“ ausgewiesen.